# Carl Lindman
Carl Axel Magnus Lindman, även känd som C.A.M. Lindman, född 6 april 1856 i Halmstad, död 21 juni 1928 i Adolf Fredriks församling i Stockholm, var en svensk botaniker.

## Biografi
Lindman avlade 1874 studentexamen vid Växjö högre allmänna läroverk och studerade därefter botanik och zoologi vid Uppsala universitet, där han blev filosofie kandidat 1878,  docent 1884 och disputerade för filosofie doktorsgraden 1886.
Han blev lektor i naturaliehistoria och fysik vid Norra Latinläroverket i Stockholm 1887 och intendent och professor vid Naturhistoriska riksmuseets i Stockholm botaniska avdelning vid 1905. Han pensionerades 1923, men fortsatte som tillförordnad intendent fram till 1924.
Lindman utgav Bilder ur Nordens flora med första upplagan 1901-1905, baserat på de gamla kopparplåtarna till Johan Wilhelm Palmstruchs Svensk Botanik. Till andra upplagan (1917) gjorde Lindman själv 144 nya bilder.
Efter forskningsresor i Sydamerika utgav Lindman Vegetationen i Rio Grande do Sul (1900). Han utgav också en Lärobok i botanik (1904) och Svensk fanerogamflora (1918). Han upptäckte många tidigare obeskrivna växtarter och var författare till en mängd vetenskapliga artiklar.
Lindman invaldes 1913 som ledamot av Kungliga Vetenskapsakademien och blev 1914 ledamot av Lantbruksakademien.
Bilder ur Nordens flora utgavs i reviderad nyutgåva av Magnus Fries på Wahlström & Widstrands bokförlag 1977-1978.
Auktorsnamnet Lindm. kan användas för Carl Lindman i samband med ett vetenskapligt namn inom botaniken; se Wikipediaartiklar som länkar till auktorsnamnet.

## Utmärkelser
- Konung Oscar II:s jubileumsminnestecken, 1897.[3]
- Kronprins Gustafs och Kronprinsessan Victorias silverbröllopsmedalj, 1906.[3]
- Riddare av Nordstjärneorden, 1900.[4]
- Riddare av andra klassen med eklöv av Badiska Zähringer Löwenorden, senast 1915.[3]